# Merrily We Live
Merrily We Live – amerykański film z 1938 roku w reżyserii Normana Z. McLeoda.

## Nagrody i nominacje
| Nazwa nagrody | Wygrane            | Nominacje |
| ------------- | ------------------ | --- |
| Oscar         | 1939 bez rezultatu | 1939 Najlepsza aktorka drugoplanowa Billie Burke Najlepsza piosenka Merrily WeLive Najlepsza scenografia Charles D. Hall Najlepsze zdjęcia Norbert Brodine Najlepszy dźwięk Elmer Raguse Hal Roach SSD |